# Arado Ar 67
Arado Ar 67 — немецкий истребитель-биплан. Разрабатывался параллельно с Ar 68. Ar 67 имел 12-цилиндровый двигатель «Роллс-Ройс — Кестрел-VI» жидкостного охлаждения. Аr 67а начал лётные испытания осенью 1933 года. Крылья разного размаха имели деревянную конструкцию с тканевой и фанерной обшивкой, а верхнем крыле были установлены элероны, на нижнем — закрылки. Фюзеляж ферменной конструкции из сварных труб с обшивкой, придававшей ему овальную форму. Обшивка была из легкого сплава в носовой части и тканевая в хвостовой. Стабилизатор имел металлический каркас с подкосами. На истребитель были установлены два синхронных 7,92-мм пулемёта MG 17 (с боекомплектом 500 шт. патронов на ствол). Технический департамент под руководством Германа Геринга решил, что Аr 67 имеет мало преимуществ, чтобы оправдать запуск в серийное производство. Дальнейшие работы были прекращены в пользу Аr 68. Был закончен только один опытный самолет.

## Лётно-технические характеристики
Двигатель:
тип: 1 ПД Rolls-Royce Kestrel VI
мощность = 640 л. с.
Размах крыла, м = 9,68
Длина самолёта, м = 7,90
Высота самолёта, м = 3,10
Площадь крыла, м² = 25,06
Нагрузка на крыло, кг/м² = 51
Масса, кг:
пустого самолёта = 1270
взлётная = 1660
Скороподъёмность, м/мин = 480
Максимальная скорость, км/ч = 340
Практический потолок, м = 9300